# Susan Backlinie
Susan Jane Myers, connue après son mariage sous le nom Susan Backlinie (née  le 1er septembre 1946 à Miami, en Floride) et morte le 11 mai 2024 à Ventura, en Californie) est une actrice et cascadeuse américaine.

## Biographie
Susan Backlinie est connue pour son bref mais marquant rôle de toute première victime du requin dans le film culte de Steven Spielberg Les Dents de la mer. Rôle qu'elle parodie dans 1941, un autre film de Steven Spielberg.
Elle succombe à une crise cardiaque à l'âge de 77 ans, à Ventura (Californie).
Elle a été mariée à Henry Backlinie puis à Monty Cox et enfin à Harvey Swindall en 1995.

## Filmographie

### Cinéma
- 1975 : Les dents de la mer (Jaws) de Steven Spielberg : Chrissie Watkins
- 1975 : The Grizzly & The Treasure de James T. Flocker : Ève Lambert
- 1976 : Un tueur dans la foule (Two-Minute Warning) de Larry Peerce : une jolie blonde dans la foule
- 1976 : A Stranger In My Forest de Donald W. Thompson : Susan
- 1977 : La Revanche des animaux (Day of the Animals) de William Girdler : Mandy Young
- 1979 : 1941 de Steven Spielberg : la nageuse

### Télévision
- 1976 : Sur la piste des Cheyennes (The Quest) (érie télévisée) : une fille dans la bagarre
- 1978 : Quark (série télévisée) : un garde
- 1982 : Catalina C-Lab (téléfilm) : une plongeuse
- 1982 : L'homme qui tombe à pic (The Fall Guy) (érie télévisée) : Tammy